# Cordillera de Melo
La cordillera de Melo es un cordón de montañoso y boscoso situado al norte del poblado de Cunco, en el cauce superior del río Allipén en la Región de La Araucanía.: 544 